# Manuel Jiménez Jiménez
Manuel Jiménez Jiménez (Arahal, Sevilla, 26 de gener de 1964) és un futbolista andalús retirat, que va ser internacional amb la selecció espanyola, i actual entrenador. El 31 de desembre de 2011, Jiménez fou contractat pel Reial Saragossa, en substitució del destituït Javier Aguirre Onaindía. Va renovar el seu contracte el 2012, però fou destituït al final de la temporada 2012-13, ja que els aragonesos varen baixar a Segona Divisió.